# Nástrahy velkoměsta
Nástrahy velkoměsta (italsky Il ragazzo di campagna) je italská filmová komedie z roku 1984, kterou natočila dvojice režisérů Franco Castellano a Giuseppe Moccia.
V československých kinech měl film premiéru 1. prosince 1987 (s titulky), v roce 1990 udělalo Filmové studio Barrandov dabing pro ČST Praha. Televizní premiéry s dabingem se film dočkal 30. prosince 1990.
Film vykresluje příběh italského venkovského sedláka Artemia, který se rozhodne ve svých 40 letech nabourat životní stereotyp a vydat se do víru velkoměsta.

## Herecké obsazení
| Renato Pozzetto   | Artemio, hlavní postava             |
| Donna Osterbuhr   | Angela Corsi                        |
| Clara Colosimo    | Giovanna, matka Artemia             |
| Massimo Boldi     | Severino Cicerchia                  |
| Sandra Ambrosini  | Maria Rosa                          |
| Elio Veller       | Margherita (homosexuál)             |
| Massimo Serato    | muž s člunem                        |
| Massimo Pongolini | doktor                              |
| Enzo Garinei      |                                     |
| Enzo Cannavale    | slepec                              |
| Renato D'Amore    | Fabbro                              |
| Dino Cassio       | policejní komisař s páskou přes oko |

## Děj
Sedlákovi Artemiovi je 40 let a celý svůj život strávil v rodné vsi na italském venkově, kde funkci biografu nahrazuje projíždějící vlak. Matka jej tlačí do sňatku s uhrovitou Marií-Rosou, ale Artemio se rozhodne okusit ruch velkoměsta. Odjíždí do Milána za svým příbuzným Severinem Cicerchiou, který se živí různými krádežemi. V Miláně blokuje svým traktorem ostatní automobily na silnici, je proto zastaven dopravním policistou. Jakmile policista zjistí, že Artemio nemá doklady ani řidičský průkaz, traktor mu zabaví. Když čeká na náměstí na Severina, popeláři mu omylem vyhodí i kufr.
Severino vezme Artemia s sebou do akce, při níž dvěma po chodníku kráčejícím ženám na skútru ukradne kabelky. Artemio řídí, takže nevidí, co Severino udělal. Dojde mu to až poté, co mu Severino dává jednu z ukradených kabelek. Naštve se na něj a rozejde se s ním. Podle dokladů jde kabelku vrátit, nechá ji u uklízečky na dotyčné adrese.
Jde pryč a cestou jej uvidí jedna z okradených dívek Angela Corsi, která jede ve svém Citroënu 2CV společně se sousedem. Ten jej chytne a uštědří mu pár políčků. Artemio se hájí, že kabelku odevzdal. Angela se sousedem jej berou s sebou, aby se přesvědčili, jestli nelže. Ukáže se, že mluvil pravdu a Angela jej pozve k sobě domů. Artemio u ní přespí. Chce si najít práci, Angela mu jednu domluví. Jde před komisi, aby se pokusil získat místo pojišťovacího agenta. Nezdá se, že by zapůsobil, naopak jednomu z porotců zničí drahý oblek, když jej potřísní inkoustem. Tento neúspěch jej neodradí od snahy najít si v Miláně poctivé zaměstnání. Angela mu zařídí i bydlení, poněkud skromnější než je její krásný apartmán s velkou terasou. Artemio si musí vystačit s malinkým bytem, kde je sprchový kout, kuchyňka, postel, stůl a televizní koutek s telefonem, vše věstavěno do zdi. Nestěžuje si však, je to skromný chlapec z venkova.
Artemio se postupně zamiluje do Angely, ale ta je stále zaneprázdněná a i když s ním tráví část svého volného času, je pro ni až na druhé koleji. Na prvním místě má kariéru a zábavu. Artemio se snaží Angele vyznat z lásky, rád by jí to řekl někde v klidu horského hotelu, ale dívka na to nereflektuje. Místo toho jej bere v neděli na fotbalový zápas italské ligy Inter Milán – Juventus Turín. V průběhu utkání a zejména po něm se dostane do konfliktu s fanoušky Interu, kteří jej zahlédnou s vlajkou Juventusu. Artemio stačí utéci.
Příště jej Angela pozve k sobě domů, aby jí pomohl s výzdobou terasy. Artemio je poněkud zklamaný, ale udělá to. Když upravuje rostliny na střeše, Angela zavře dveře na terase a stáhne roletu v domnění, že přítel odešel. Sama odchází na večírek, kam ji pozvala kamarádka. Artemio se nemá kde schovat před bouří a promokne. Když se Angela vrátí, bouchá na dveře, aby na sebe upozornil. Angela se domnívá, že je na terase zloděj a opět si přizve na pomoc souseda. Situace se záhy vysvětlí a Angela Artemia nenechá odejít domů, pozve jej večer k sobě do postele. Venkovan se trochu stydí, nicméně svůdná Angela dobře ví, jak na něj.
Ráno si Artemio myslí, že by z toho mohl konečně vzniknout pořádný vztah. Nemá už moc peněz a jde si na transfúzní stanici nechat odebrat krev. Nechá si vzít rovnou tři litry. Pak koupí Angele snubní prstýnek. Angela jej překvapí svým vyjádřením, nechce se vázat. Ta noc pro ni neznamenala totéž, co pro něj.
Artemio se ocitne na policejní stanici a je nucen odjet domů. Zde se setká s Marií-Rosou, ta teď vypadá o hodně lépe než dříve. Když jsou spolu na poli, přijíždí za ním Angela. Artemio se zeptá, jestli se u něj několik dní zdrží. Angela ovšem odvětí, že nemůže, odlétá na Kanárské ostrovy. Artemio si uvědomí, jak se věci mají a obrátí svou pozornost na čekající Marii-Rosu. Společně odjíždějí na traktoru k domovu.

## Citáty
„Artemio! Zapomněl sis tady budík!“ (Artemiova matka mu podává před odjezdem do města kohouta)
„A nemohl byste přimhouřit očičko?“ (Artemio prosí o benevolenci policejního komisaře s páskou přes oko)